# Термальний вітер

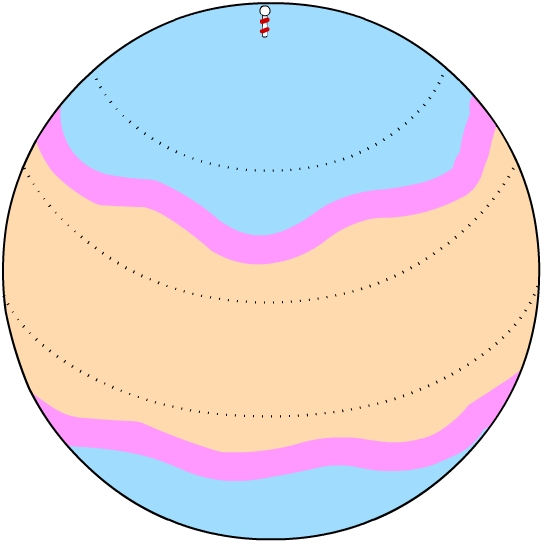
Висотна струмова течія (рожева) — широко відомий приклад термального вітру, що виникає через горизонтальний градієнт температури на полярному фронті між теплим тропічним і холодним полярним повітрям.

Термальний вітер — вертикальний градієнт геострофічного вітру, викликаний горизонтальним градієнтом температури атмосфери. Термальний вітер фактично є не вітром, а градієнтом вітру.
| Погода | Це незавершена стаття з метеорології. Ви можете допомогти проєкту, виправивши або дописавши її. |